# 委內瑞拉鋸脂鯉
委內瑞拉鋸脂鯉，為輻鰭魚綱脂鯉目脂鯉亞目锯脂鲤科的其中一個種。分布於南美洲委內瑞拉沿岸淡水流域，體長可達18公分，棲息在底中層水域，生活習性不明。

## 扩展阅读
維基物種上的相關：委內瑞拉鋸脂鯉